# Kim Namju
Dans ce nom coréen, le nom de famille, Kim, précède le nom personnel.
Pour les articles homonymes, voir Kim.
 (décembre 2020).
Kim Namju (en coréen : 김남주), née le 13 septembre 1960 à Séoul, est une traductrice et écrivaine sud-coréenne. Elle a traduit de nombreuses œuvres de la littérature française et britannique en langue coréenne, en particulier des œuvres d'Albert Camus, d'Agatha Christie et de Romain Gary et de Kazuo Ishiguro.

## Œuvres
- Bibliothèque à la Française d'une Traductrice

### Traductions
- Jean Grenier, Réflexions sur quelques écrivains (1990)
- Lucien Rosenblat (d) , Trop dur pour José (1990)
- Susie Morgenstern, Premier amour, dernier amour (1991)
- Albert Camus, L'Étranger, La mort heureuse, L'exil et le royaume (1993)
- Albert Camus, La Peste, La Chute (1993)
- Anne Bragance, Anibal (1993)
- Elizabeth Dunkel, Under the mosquito net (1994)
- Jules Verne, Paris au XXe siècle (1994)
- Yann Queffélec, Disparue dans la nuit (1995)
- Anne Grospiron, L'empyrée (1995)
- Patrick Besson, Le dîner de filles (1995)
- Robert James Waller, Puerto Vallarta squeeze (1996)
- Edward Behr, Une Amérique qui fait peur (1996)
- Jean-Charles de Fontbrune, Nostradamus : nouvelles prophéties (1996)
- Jacques Attali, Il viendra (1996)
- Ysabelle Lacamp, Les nuits kimonos (1996)
- Amin Maalouf, Les Échelles du Levant (1997)
- Hector Bianciotti, Ce que la nuit raconte au jour (1999)
- Hector Bianciotti, Le pas si lent de l'amour (1999)
- Amélie Nothomb, Le sabotage amoureux (1999)
- Amélie Nothomb, Les catilinaires (1999)
- Dominique Bona, Gala (2000)
- Pascal Bruckner, Les ogres anonymes (2000)
- Mohandas Gandhi, Gandhi's health guide (2000)
- Romain Gary, Les oiseaux vont mourir au Pérou (2001)
- Raymond Jean, Cézanne et Zola se rencontrent (2001)
- François-Bernard Michel, La face humaine de Vincent Van Gogh (2001)
- Robert Redford, Dali (2001)
- Jean-Louis Fournier, Il a jamais tué personne mon papa (2001)
- Alexandre Jardin, Le Zubial (2002)
- Philippe Sollers, Mystérieux Mozart (2002)
- Abbé Pierre, C'est quoi la mort ? (2002)
- Agatha Christie, While the light lasts (2002)
- Agatha Christie, And then there were none (2002)
- Jean-Louis Fournier, J'irai pas en enfer (2002)
- Maurice Leblanc, Arsène Lupin contre Herlock Sholmès (2002)
- Amélie Nothomb, Robert des noms propres (2003)
- Agatha Christie, The murder of Roger Ackroyd (2003)
- Jean Giono, Les vraies richesses (2004)
- Sylvia Plath, Collected children's stories, the bed book (2004)
- Anna Gavalda, 35 kilos d'espoir (2004)
- Agatha Christie, The mysterious affair at Styles (2004)
- Agatha Christie, Death on the Nile (2004)
- Agatha Christie, The mousetrap (2004)
- Pierre Daix, Picasso, créateur : La vie intime et l'œuvre (2005)
- Romain Gary, Pseudo (2007)
- Hélène Grimaud, Leçons Particulières (2007)
- Agatha Christie, Hercule Poirot's Christmas (2007)
- Agatha Christie, The ABC murders (2007)
- Françoise Sagan, Aimez-vous Brahms… (2008)
- Guillaume Musso, Je reviens te chercher (2008)
- Agatha Christie, Murder in Mesopotamia (2008)
- Antoine de Saint-Exupéry, Le Petit Prince (2009)
- Peggy Guggenheim, Confessions of an art addict (2009)
- Kazuo Ishiguro, Never let me go (2009)
- Fred Vargas, Pars vite et reviens tard (2009)
- Kazuo Ishiguro, Nocturnes : Five stories and nightfall (2010)
- Véronique Ovaldé, Et mon cœur transparent (2010)
- Marsha Skrypuch (en), Kobsar's children (2011)
- Romain Gary, L'angoisse du roi Salomon (2012)
- Kazuo Ishiguro, A pale view of hills (2012)